# 웹 3.0

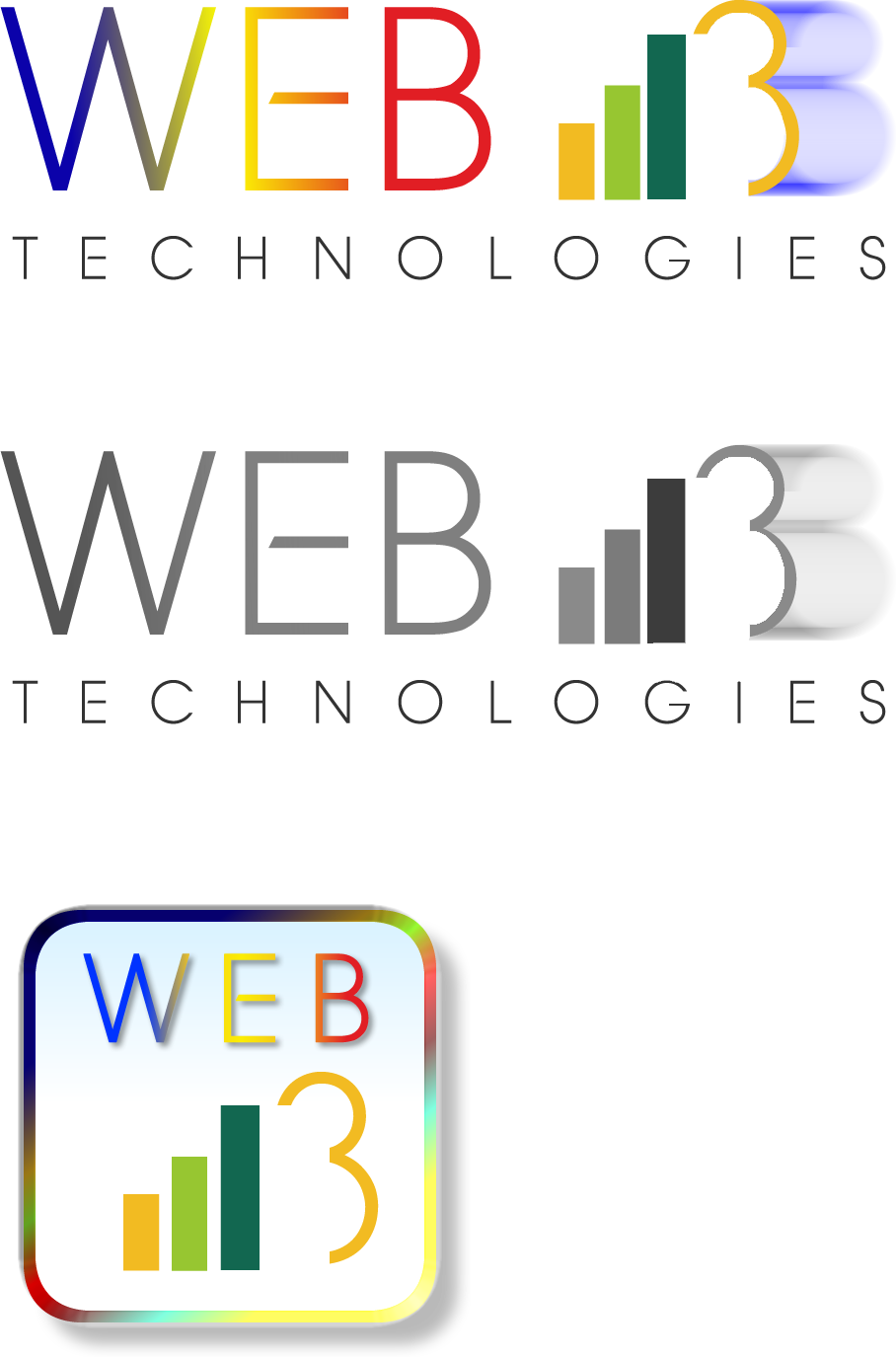

웹 3.0(Web 3.0)이란 컴퓨터가 시맨틱 웹 기술을 이용하여 웹페이지에 담긴 내용을 이해하고 개인 맞춤형 정보를 제공할 수 있는 지능형 웹 기술을 말한다. 지능화, 개인화된 맞춤형 웹이다.
웹 3.0은 월드 와이드 웹이 앞으로 어떻게 될 것인지를 서술할 때 주로 사용되는 용어이다. 최근의 웹 혁명을 서술하기 위해 쓰이는 웹 2.0이라는 구문의 도입에 따라 수많은 기사와 기자, 그리고 산업을 이끄는 사람들이 웹 3.0이라는 용어를 사용하여 앞으로의 인터넷 혁명의 파동에 대한 가설을 세운다.
월드 와이드 웹의 혁명의 다음 단계에 대한 관점은 매우 다양하다. 어떠한 사람들은 시맨틱 웹과 같은 새로 생겨난 기술들이 사람들에게 쓰이는 웹을 변형시킬 것이며 인공 지능에 대한 새로운 가능성을 부여할 것이라고 믿고 있다.
다른 공상가들은 인터넷 연결 속도가 빨라지고 모듈식 웹 애플리케이션의 수가 증가되며 컴퓨터 그래픽스가 앞서 나가게 됨에 따라 월드 와이드 웹의 혁명에 중요한 역할을 하게 될 것이라고 넌지시 말을 던지기도 했다.

## 산업을 이끄는 사람들의 관점
2006년 5월에 월드와이드웹의 발명가 팀 버너스리는 다음과 같이 언급하였다:
| “ | 사람들은 웹 3.0이 무엇인지 묻는다. 내 생각엔 사용자가 모든 것이 접혀 있어 애매하게 보이는 크기를 조절할 수 있는 벡터 그래픽스의 오버레이를 사용할 때 웹 2.0과, 커다란 데이터 공간을 가로지르며 통합되는 시맨틱 웹에 대한 접근에서 사용자는 어마어마한 데이터 자원에 접근할 수 있을 것이다. | ” |
|   | — 팀 버너스리, 더 혁명적인 웹 |   |

2007년 5월, 서울 디지털 포럼에서 구글의 CEO 에릭 슈미트는 웹 2.0과 웹 3.0에 대해 정의해 달라는 부탁을 받았다. 그는 다음과 같이 응답하였다:
| “ | 웹 2.0은 마케팅 용어이며 나는 여러분이 웹 3.0을 방금 발명했다고 생각한다. 그러나 웹 3.0이 무엇인지 추측할 때, 여러분에게 이는 응용 프로그램을 만드는 다른 방식이라고 말하고 싶다. 웹 3.0이 궁극적으로 함께 결합된 응용 프로그램으로 보일 것이라는 것이 나의 추측이다. 수많은 특성이 있다: 응용 프로그램들은 상대적으로 작고 데이터는 그 무리들 안에 있으며 그 응용 프로그램들은 아무 장치나 PC, 휴대 전화를 통해 실행할 수 있다. 응용 프로그램들은 매우 빠르며 사용자 맞춤식으로 이러한 프로그램들을 변경할 수 있다. 게다가 이러한 응용 프로그램들은 바이러스가 전염되는 것처럼 소셜 네트워크, 전자 우편을 통해 배포된다. 가게에 가서 물건을 구입하지 않아도 된다. 우리가 컴퓨팅에서 볼 수 있었던 응용 모델과는 매우 다르다. | ” |
|   | — Eric E. Schmidt |   |

넷플릭스의 설립자 리드 헤스팅스는 웹의 양상을 정의할 때 더 단순하게 언급하였다:
| “ | 웹 1.0은 전화 접속에 5.0K 평균 대역이고, 웹 2.0은 평균 1메가비트의 대역이며 웹 3.0은 언제나 10메가비트의 대역이 될 것이다. 웹 3.0의 대역은 완전한 동영상으로 이루어진 웹이 될 것이며 이것이 바로 웹 3.0의 느낌과 비슷할 것이다. | ” |
|   | — 리드 헤스팅스 |   |

## 웹 3.0과 연관된 혁신

### 웹 기반 애플리케이션 및 데스크톱
시맨틱 데이터를 이용하는 인텔리전트 소프트웨어와 같은 웹 3.0 기술은 여러 회사들이 자료의 더 효율적인 이용을 위해 채용하여 소규모로 사용한다. 그러나 최근에는 시맨틱 웹 기술을 일반 사용자들에게 가져다 주는 데에 초점을 맞추는 경우가 많아지고 있다.

## 참조 문헌
1. ↑  Victoria Shannon (2006년 6월 26일). “A 'more revolutionary' Web”. 《International Herald Tribune》. 2006년 5월 24일에 원본 문서에서 보존된 문서. 2006년 5월 24일에 확인함.
2. ↑  유튜브 동영상 보기
3. ↑  Web 3.0: No humans required - July 1, 2007

## 같이 보기

### 응용 프로그램
- 인터넷
- 시맨틱 웹
- 웹 2.0
- 월드 와이드 웹
- 웹 운영 체제
- 서비스 지향 아키텍처

### 이론
- 지능
- 협동

### 관련 낱말
- 데이터 웹
  - 하이퍼데이터
  - 링크 데이터
  - 오픈 데이터
- 컴퓨터 처리
  - 인공 지능
  - 무선 유비쿼터스 컴퓨팅
  - 멀티 코어
- 통신